# NGC 1004
NGC 1004 este o galaxie eliptică situată în constelația Balena. A fost descoperită în 1 decembrie 1880 de către Édouard Stephan⁠(d). Se află la o distanță de 86,66 de megaparseci de Pământ.